# Suazi (grupa etniczna)
Suazi (swati Emaswati, ang. Swazi) – grupa etniczna w Eswatini i Południowej Afryce (mniejsze skupiska także w Zimbabwe), zaliczana do ludów Bantu, z grupy Nguni. W 2017 roku liczebność tej grupy wynosiła ponad 2,5 miliona. Posługują się językiem suazi z rodziny bantu. W większości wyznają chrześcijaństwo, częściowo tradycyjne religie afrykańskie. Do ich tradycyjnych zajęć zalicza się chów zwierząt i rolnictwo.